# ファールン
座標: 北緯60度36分23.4秒 東経15度37分46.2秒 / 北緯60.606500度 東経15.629500度
ファールン（スウェーデン語で Falun [ˈfɑ̂ːlɵn]）は、スウェーデン中部・ダーラナ地方のファールン市にある地区。1971年に周辺6自治体と合併してファールン市となった。この区域は面積 27.18 km2 で、37,300人の人々が住み、市全体では59,800人、都市圏全体では29万人近い人々が住む。
ファールンにはスウェーデンの銅生産を支えた大銅山がかつて存在し、その地域は、「ファールンの大銅山地域」として、2001年にユネスコの世界遺産に登録されている。ファールンの銅山は1992年に閉鎖されたが、それでもなお、この地域の重要な産業の中心地である。

## 歴史

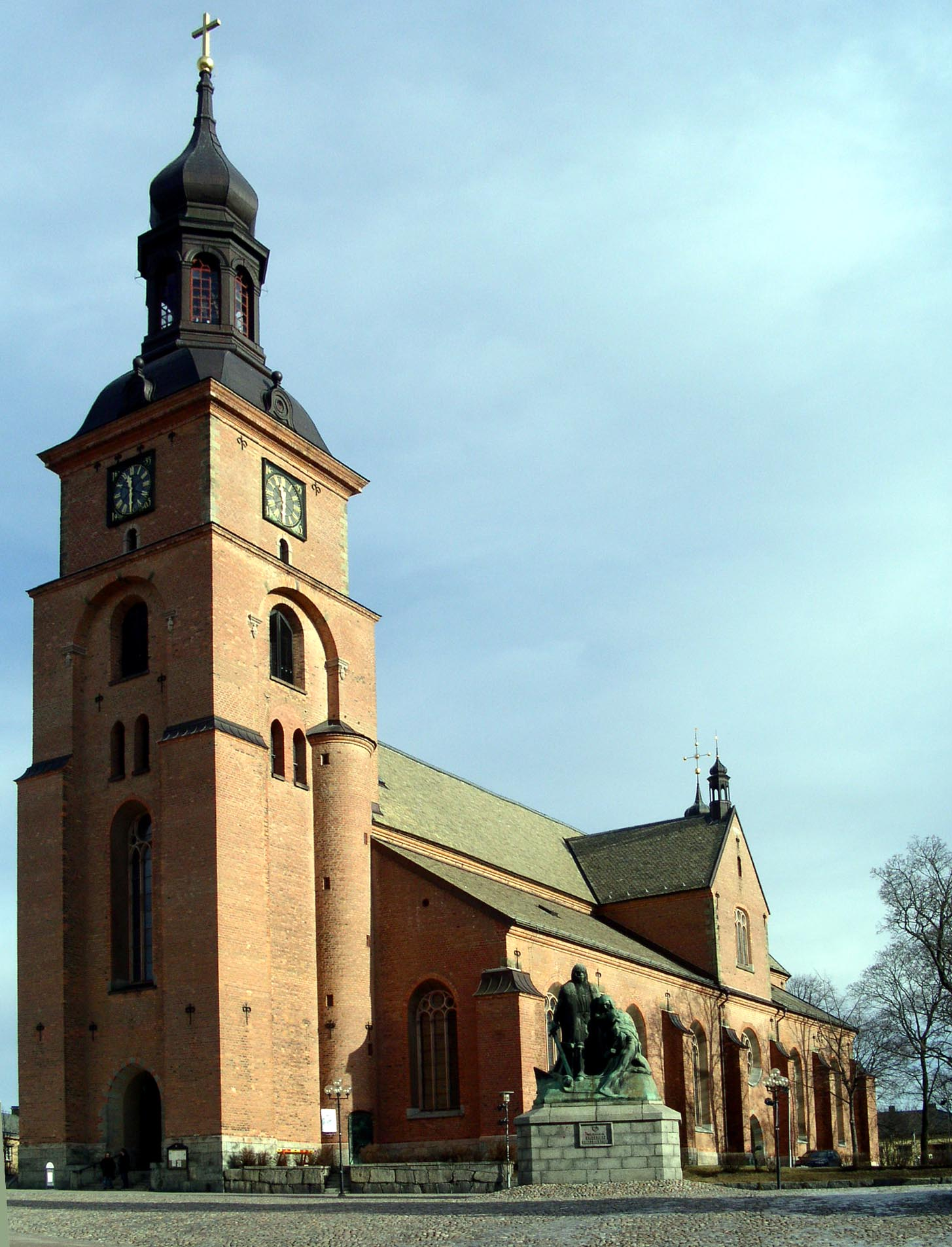
ファールンに残る大聖堂

ファールンの歴史は1200年代の半ばに始まる。このころには、既に、銅の産出が始まっており、14世紀には、市街地が形成され、市場が開催されていた。現在、ヘルシンキに本社を置くストラ・エンソが1347年に創業した企業だと信じられているのもファールンにおける採掘と深い関係がある。1347年とは、マグヌス4世がストラ・エンソの前身であるストラ・コッパルベリ（「大銅山」）に特許状を与えた年である。ただし、ストラ・エンソがこの年に創業されたということを現在の会社組織と同様に考えると大きな誤解のもととなるため、注意が必要である。当時の会社組織は、オーナー群の所有物であり、彼らは、資金、採掘に必要な道具、建築物を共有することで、会社の運営を行っていた。また、供出・共有ということに依存する形で、施設を使用することができ、利益も貢献した分、均等に受け取った。
1641年、ファールンは、特権を獲得することに成功した。このころには、ファールンは、スウェーデンで最大規模の都市に成長を遂げていた。
1992年まで、採掘が続けられた銅山とファールンの旧市街には、17世紀後半から19世紀にかけて作られた工場、管理事務所、採掘坑といった鉱山施設、17世紀に建設された聖堂が残る。
なお、ファールンの大銅山地域はその名の通り、ファールンを中心として半径 10 km 圏内は溶鉱炉用の木材供給地としてマーキングされており、その箇所は旧銅山併設の博物館で確認できる(県史跡としても登録されている)。また、国民的画家として有名なカール・ラーションが、アトリエ兼居住区を構えていたスンドボーン近辺まで、スラグ(残滓)跡を確認することが出来る。旧銅山の銅鉱を挟んだ向かい側には、残滓を固めて作ったブロックで作られた建造物が存在する。

## 現在
ファールンは、今日では、ダーラナ大学がある都市として知られる。
スポーツ分野において、ファールンでもっとも盛んなスポーツは、バンディ（アイスホッケーの起源の1つとなったと考えられるスポーツ）で、ファールーBSは、長い間、スウェーデンのトップリーグで活動している。また、IBFファールンと呼ばれるフロアボールのチームもまた、男女ともに現在もトップの地位を占めている。
ファールン市内ルグネットにあるファールン・シュタディオンは、スウェーデン･スキー･ゲームが毎年、開催される会場であるが、この会場では、過去3回、FIS（国際スキー連盟）が主催するノルディックスキー世界選手権が開催された（1954年、1974年、1993年）。2015年には4度目の世界選手権が開催されることが決まっている。
また、1981年には、カルガリーと冬季オリンピックの開催を争い、敗れた経験を持つ。ファールンは1986年に争われた1992年の冬季オリンピック招致でもフランスのアルベールヴィルに敗れた。

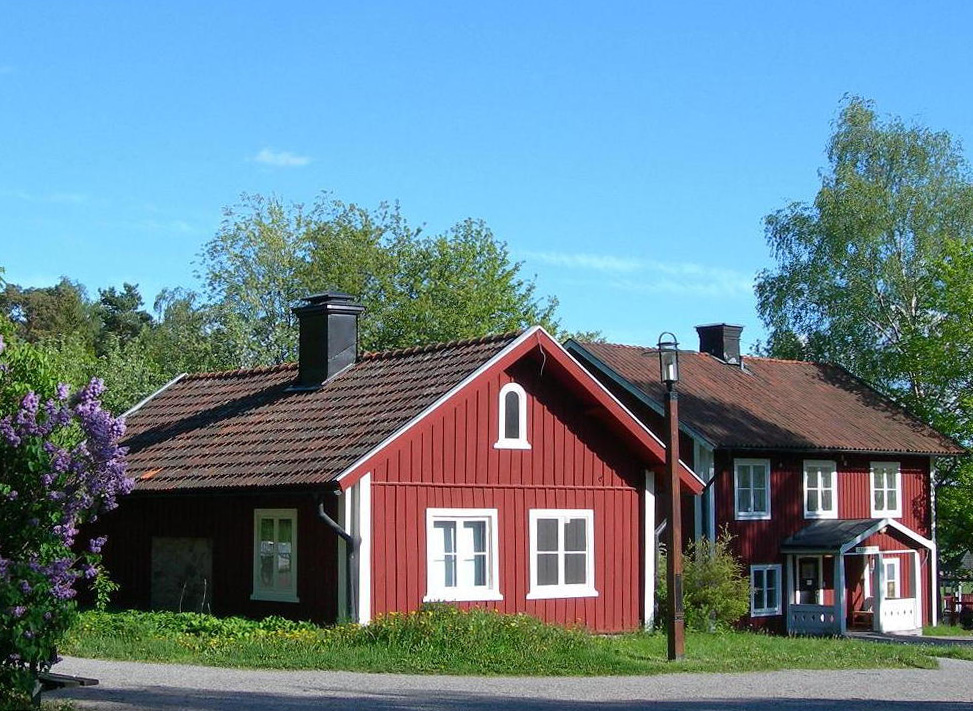
ファールン赤で塗られたスウェーデンの伝統的な木造家屋

ファールンで産出された鉄や銅から抽出された副産品は、現在でも顔料として利用されており、ファールン赤と呼ばれる顔料は、国内的にもよく知られており、木造建築の塗装に用いられている文化的にも重要なものである。

## 名所
銅山(スウェーデン語: Falu gruva)
カール・ラーションの家(スウェーデン語: Carl Larsson gården)
スキージャンプ台(スウェーデン語: Lugnets hoppbacke)

## 世界遺産

### 登録基準
この世界遺産は世界遺産登録基準のうち、以下の条件を満たし、登録された（以下の基準は世界遺産センター公表の登録基準からの翻訳、引用である）。
- (2) ある期間を通じてまたはある文化圏において、建築、技術、記念碑的芸術、都市計画、景観デザインの発展に関し、人類の価値の重要な交流を示すもの。
- (3) 現存するまたは消滅した文化的伝統または文明の、唯一のまたは少なくとも稀な証拠。
- (5) ある文化（または複数の文化）を代表する伝統的集落、あるいは陸上ないし海上利用の際立った例。もしくは特に不可逆的な変化の中で存続が危ぶまれている人と環境の関わりあいの際立った例。

## ファールンを舞台とする作品
- 『ファールンの鉱山』（原題：“Die Bergwerke zu Falun”、E・T・A・ホフマン、1819年）
- 『ニルスのふしぎな旅』（原題：“Nils Holgerssons underbara resa genom Sverige”、セルマ・ラーゲルレーヴ、1907年）